# Пожег (сельское поселение)
По́жег — административно-территориальная единица (административная территория село с подчинённой ему территорией) и муниципальное образование (сельское поселение с полным официальным наименованием муниципальное образование сельского поселения «Пожег») в составе муниципального района Усть-Куломского в Республике Коми Российской Федерации.
Административный центр — село Пожег.

## История
Статус и границы административной территории установлены Законом Республики Коми от 6 марта 2006 года № 13-РЗ «Об административно-территориальном устройстве Республики Коми».
Статус и границы сельского поселения установлены Законом Республики Коми от 5 марта 2005 года № 11-РЗ «О территориальной организации местного самоуправления в Республике Коми».

## Население
| 2010  | 2011  | 2012  | 2013  | 2014  | 2015  | 2016  |
| ----- | ----- | ----- | ----- | ----- | ----- | ----- |
| 2114  | ↘2094 | ↘2055 | ↘1990 | ↘1967 | ↘1947 | ↘1906 |
| 2017  | 2018  | 2019  | 2020  | 2021  |       |       |
| ↘1856 | ↘1818 | ↘1814 | ↘1800 | ↗1841 |       |       |

## Состав
Состав административной территории и сельского поселения:
| № | Населённый пункт | Тип населённого пункта       | Население |
| - | ---------------- | ---------------------------- | --------- |
| 1 | Великополье      | деревня                      | 181       |
| 2 | Вомынбож         | деревня                      | 142       |
| 3 | Кекур            | деревня                      | 378       |
| 4 | Мале             | деревня                      | 46        |
| 5 | Нижний Ярашъю    | посёлок                      | 209       |
| 6 | Пожег            | село, административный центр | 424       |
| 7 | Пожегдин         | деревня                      | 352       |
| 8 | Седтыдин         | деревня                      | 1         |
| 9 | Ярашъю           | посёлок                      | 381       |